# Bowling Green

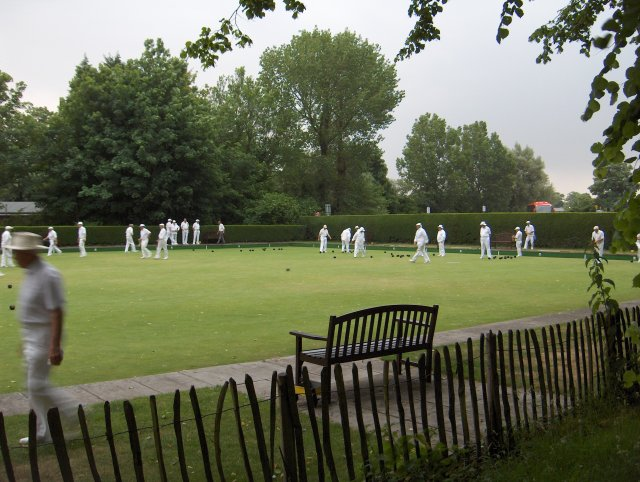
Ein Bowling green

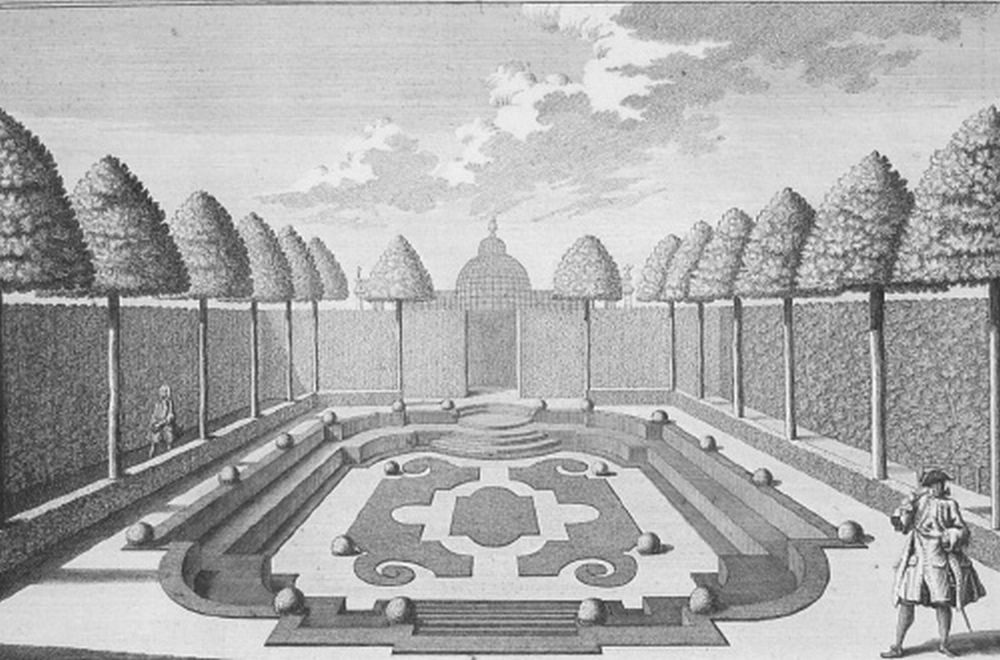
Von Linden gesäumtes Boulingrin in einem Barockgarten des Prinzen Eugen von Savoyen. Stich von Salomon Kleiner, erste Hälfte des 18. Jahrhunderts

Ein Bowling Green ist im weiteren Sinn eine schüsselförmig gegenüber der Umgebung vertiefte, durch die entstehende Böschung begrenzte, meist längliche Rasenfläche für das englische Bowls- bzw. französische Boule-Spiel. 
Dieses Spiel war in England schon im frühen 16. Jahrhundert beliebt. Im 18. Jahrhundert wurde das Spiel als Boule in Frankreich Mode. Daher ist ein Bowling Green (die im Barock verwendete französische Bezeichnung ist: Boulingrin) nicht selten als Gestaltungselement in Barockgärten integriert. Dessen Fläche ist eben und kann entweder völlig aus Rasen bestehen, oder mit Mustern bzw. Broderien umrahmt sein. Der Rasen wurde ursprünglich durch Schafbeweidung, heutzutage durch häufiges Mähen kurz und dicht gehalten. Laut Meyers Konversationslexikon ist ein Bowling Green eigentlich ein ebener Rasenplatz zu einer Art Kegel- oder Ballspiel (bowling); im Allgemeinen aber jeder sorgsam gepflegte Rasenplatz, auch der öffentliche Spielplatz für Kinder bei den Dörfern etc.
Das älteste noch bestehende Bowling Green soll das Old Bowling Green in Southampton sein, das erstmals im Jahr 1299 benutzt wurde.